# FAM71F1
FAM71F1 (англ. Family with sequence similarity 71 member F1) – білок, який кодується однойменним геном, розташованим у людей на 7-й хромосомі. Довжина поліпептидного ланцюга білка становить 344 амінокислот, а молекулярна маса — 38 946.
| 10         |  | 20         |  | 30         |  | 40         |  | 50         |
| ---------- |  | ---------- |  | ---------- |  | ---------- |  | ---------- |
| MLSSFPHRKT |  | WRKSKKTVKV |  | TRSYPTFPSL |  | NAWEEFRGLL |  | PVDGEPNPGA |
| GLGVEEGLLC |  | RVVHSPEFNL |  | FLDSVVFESN |  | FIQVKRGRNW |  | RDVYKASNTM |
| ALGVTSSVPC |  | LPLPNILLMA |  | SVKWHQGQNQ |  | TWNRPSIAPN |  | IFLKRILPLR |
| FVELQVCDHY |  | QRILQLRTVT |  | EKIYYLKLHP |  | DHPETVFHFW |  | IRLVQILQKG |
| LSITTKDPRI |  | LVTHCLVPKN |  | CSSPSGDSKL |  | VQKKLQASQP |  | SESLIQLMTK |
| GESEALSQIF |  | ADLHQQNQLS |  | FRSSRKVETN |  | KNSSGKDSSR |  | EDSIPCTCDL |
| RWRASFTYGE |  | WERENPSGLQ |  | PLSLLSTLAA |  | STGPQLAPPI |  | GNSI       |

A: Аланін

C: Цистеїн

D: Аспарагінова кислота

E: Глутамінова кислота

F: Фенілаланін

G: Гліцин

H: Гістидин

I: Ізолейцин

K: Лізин

L: Лейцин

M: Метіонін

N: Аспарагін

P: Пролін

Q: Глутамін

R: Аргінін

S: Серин

T: Треонін

V: Валін

W: Триптофан

Задіяний у такому біологічному процесі, як альтернативний сплайсинг. 